# Praia do Postiguet

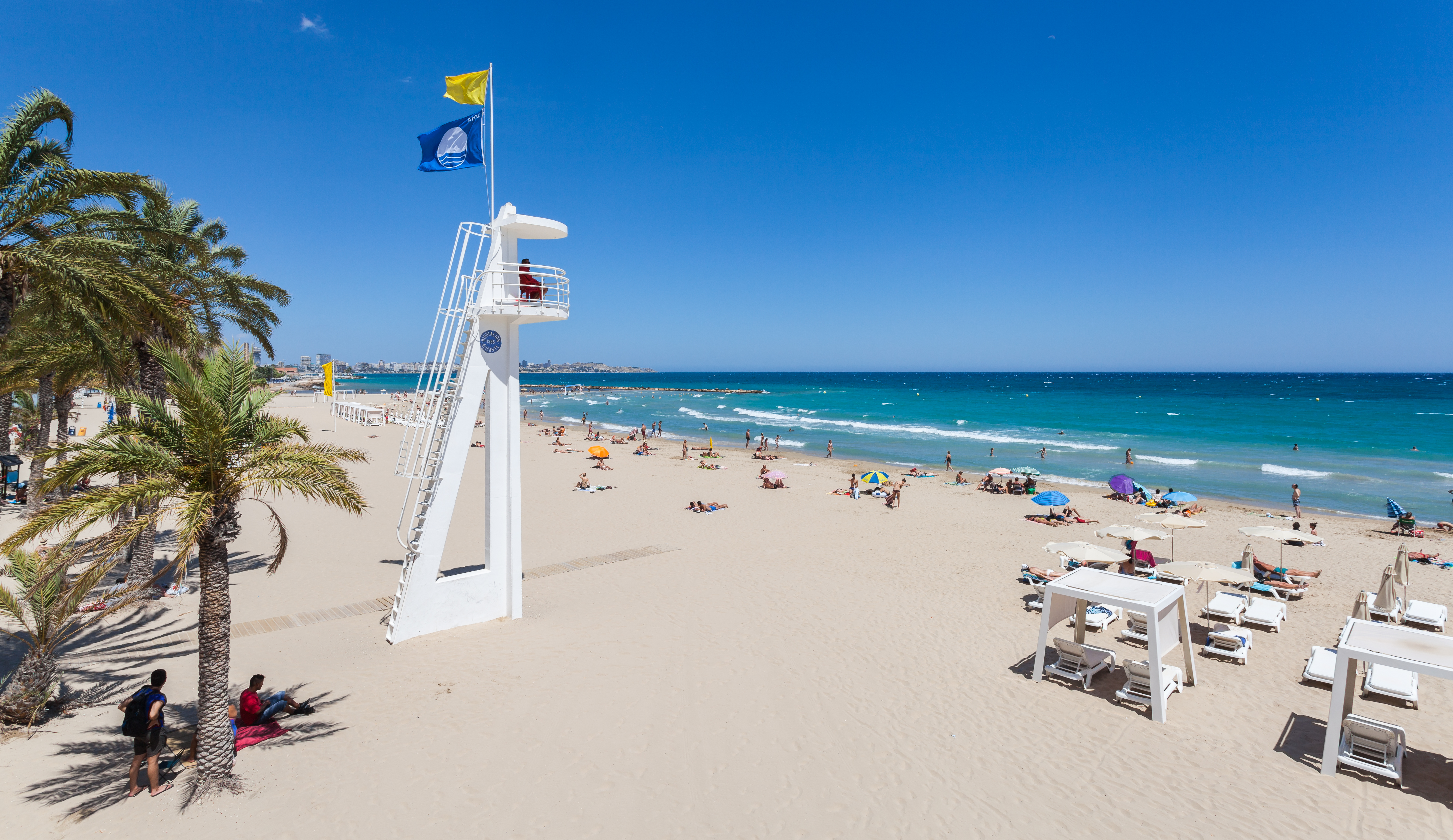
Praia do Postiguet

A praia do Postiguet (em Valenciano, Platja del Postiguet), ou simplesmente O Postiguet, é uma praia da cidade espanhola de Alicante . Está localizado no bairro Ensanche Diputación, na divisa com os bairros Santa Cruz e Raval Roig-Virgen del Socorro .

## Características
Situada em plena zona urbana de Alicante, ao pé do Castelo de Santa Bárbara, tem o nome de uma pequena porta que conduz à vila através das muralhas. É delimitada por um calçadão cercado de palmeiras e possui uma ampla faixa de areia dourada e águas calmas. A praia é um ícone para o povo de Alicante e tem o seu nome em algumas canções populares, sendo a mais conhecida " La manta al coll ". O extremo leste da praia, próximo à estação La Marina e ao bairro Vistahermosa, recebe o tradicional nome de Playa del Cocó e é o ponto de partida dos castelos de fogos de artifício após as fogueiras de São João. .É importante destacar que, após a conclusão das obras no centro da cidade, a praia voltou a ter bandeira azul. 